# Légiharc-rakéta

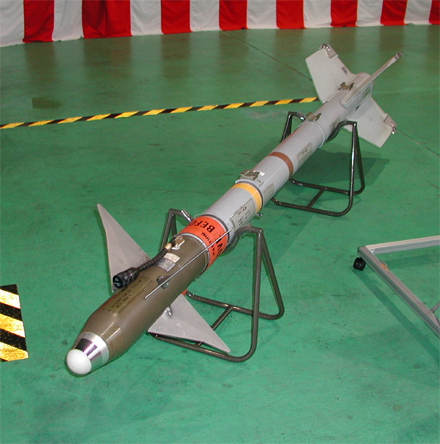
AIM–9L Sidewinder légiharc-rakéta

A légiharc-rakéta, vagy levegő–levegő rakéta olyan (jellemzően irányított) rakétafegyver, amelyet repülőgépről indítanak általában egy másik repülőgép megsemmisítése céljából. Meghajtását rakétahajtómű végzi. Légiharc-rakéták esetében legelterjedtebbek a szilárd hajtóanyagú rakétahajtóművek, ritkábban folyékony hajtóanyagú rakétahajtóművet is alkalmaznak. Újabban a torlósugár-hajtómű is megjelent a légiharc-rakétákban. Hatótávolságuk alapján megkülönböztetünk kis, közepes és nagy hatótávolságú légiharc-rakétákat.

## Történetük

### A II. világháború előtti időszak
Az első, rakétákkal vívott légiharcra 1939. augusztus 20-án a szovjet–japán háború alatt került sor Halhin-golnál. Öt szovjet I–16-os vadászrepülőgép szállt fel RSZ–82 nemirányított levegő-föld rakétákkal felszerelve. A szovjet gépek rakétatűzzel két japán repülőgépet semmisítettek meg. Már az első világháborúban is használtak rakétákat, de kizárólag léggömbök ellen.

### A II. világháború alatt

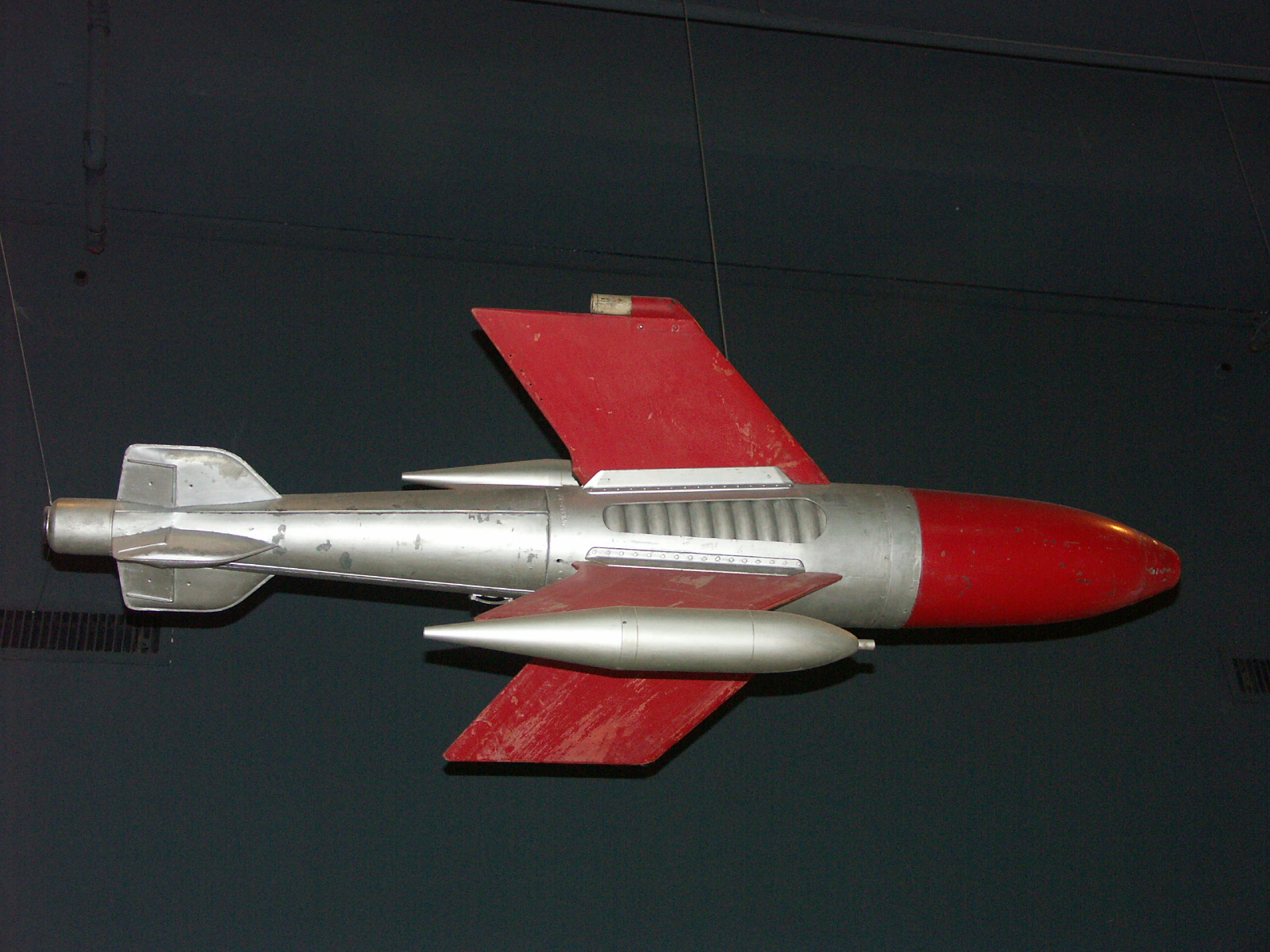
Német Ruhrstahl X–4 rakéta

A második világháború alatt a német mérnökök több kísérletet is végeztek levegő-levegő rakétákkal. A harcok során bevetették a WGr.21-es, valamint az R4M típusú nemirányított rakétákat, előbbit Focke-Wulf Fw 190 vadászrepülőgépeken, utóbbit a Messerschmidt Me 262 sugárhajtású vadászrepülőgépeken alkalmazták. A német pilóták több légigyőzelmet arattak velük, elsősorban nehézbombázók, valamint rosszul manőverező célpontok ellen voltak sikeresek. A szovjet légierő csak elvétve alkalmazta légi célok ellen levegő-föld rakétáit, náluk nem vált általános gyakorlattá.
A német mérnökök létrehozták az első irányítható rakétákat is, a Ruhrstal X–4 és X–7 típusokat. A rakéta vezetékes irányítású volt, azaz a rakéta egy vékony vezetéket húzott maga után, amelyen keresztül elektromos jelekkel irányította a pilóta a rakétát. Az X–4 folyékony hajtóanyagú rakétahajtóművel felszerelt levegő-levegő, az X–7 pedig szilárd hajtóanyagú rakétahajtóművel rendelkező, földi célok elleni, páncéltörő változat volt. Éles bevetést ezekkel a fegyverekkel valószínűleg sohasem végeztek, ám a vezetékes irányítási módszer a páncéltörő rakétáknál elterjedt irányítási módszer lett. A németek foglalkoztak infravörös vezérlésű rakéták megépítésének lehetőségével is, ám ezek a tervek a háború alatt nem valósultak meg.

### A világháború után
A háború után rohamos fejlődésnek indult a rakétatudomány. Ez, és az elektronika fejlődése egyre pontosabb és hatásosabb rakétafegyverek megépítését tette lehetővé, és a légiharc-rakéták lettek a vadászrepülőgépek légi célok elleni fő fegyverei. Az 1960-as években olyannyira a rakétákra alapozták a légiharcot, hogy a kor vadászrepülőgépeinek többségéből a közelharc fegyverének számító géppuskákat és gépágyúkat is elhagyták. Ezek az 1970-es években újra visszakerültek a repülőgépekre.

## Irányítási módok

### Vezetősugaras irányítás
A vezetősugaras irányítás egy kezdetleges módszer a rakéták célba juttatására. A rakétát hordozó repülőgép rádiólokátora tűzvezető üzemmódban az általa befogott cél felé vékony sugárnyalábot, ún. tűnyalábot sugároz, a rakéta pedig ebben a sugárban haladva jut el a célpontjához. A rendszer hátránya, hogy csak nagy méretű, rosszul manőverező célpontok ellen lehetett hatékonyan alkalmazni, mert a pilótának állandóan a célpontra kellett irányítania a vezető sugárnyalábot, ezért manőverező légiharcban gyakorlatilag használhatatlannak bizonyult ez az eljárás.
Vezetősugaras irányítást alkalmaztak a szovjet K–5 (NATO-kódja: AA–1 Alkali) rakétákon, amelyekkel a MiG–17, MiG–19 és Szu–9 vadászrepülőgépeket szerelték fel. A RAF a Fireflash vezetősugaras légiharc-rakétát alkalmazta.

### Félaktív lokátoros önirányítás
A félaktív lokátoros önirányítás egyszerű és napjainkban még mindig elterjedt technológiának számít a légiharc-rakétáknál. A vadászrepülőgép radarja sugárnyalábjával besugározza a célt, a rakéta lokátora pedig a célról visszaverődő jelek alapján vezeti célra a rakétát. A rendszer előnye, hogy a rakéta irányítórendszere egyszerű és olcsó. Hátránya, hogy a rakétát indító repülőgép rádiólokátora sugárnyalábját a rakéta célba éréséig a célon kell tartani, ez pedig korlátozza a támadó repülőgép manőverezési lehetőségeit. Ezen kívül a rádiólokátor sugárzását a megtámadott repülőgép észlelheti, így kitérő manővereket tehet, illetve elektronikus ellentevékenységgel a támadó gép radarja zavarható.
A félaktív lokátoros önirányítású rakéták tipikus képviselői az amerikai fejlesztésű AIM–7 Sparrow és a szovjet R–27 (NATO-kódja: AA–10 Alamo).

### Aktív lokátoros önirányítás
Elterjedten alkalmazott irányítási módszer. A rakéta saját rádiólokátorral van felszerelve, az általa kibocsátott és a célról visszaverődött radarhullámok alapján vezeti célba a rakétát az önirányító berendezés. Előnye, hogy az indító gép és a rakéta között nincs kapcsolat, megvalósul a „lődd ki és felejtsd el” elv, a támadó repülőgép kilövés után bármilyen manővert végrehajthat. A nagy hatótávolságú légiharc-rakéták jellemző irányítási módja.
Aktív lokátoros önirányítást alkalmazó elterjedt légiharc rakéta az amerikai AIM–120 AMRAAM, valamint a szovjet/orosz R–77 és R–33 típusok.

### Infravörös önirányítás
Az infravörös önirányítású rakéta hőkeresője az ellenséges légi objektum által kibocsátott infravörös (hő)hullámokat érzékeli, és a rendszer ezek forrásába irányítja a rakétát; a repülőgépek hajtóműve jellemző erős hőforrás. A rendszer előnye, hogy rádiólokátor nélkül is alkalmazható, az ellenséges cél nem érzékeli a befogást, valamint, hogy radarral nehezen észlelhető objektumok (például lopakodó technológiát alkalmazó célok) ellen is hatékony. A kis hatótávolságú (max. ~20 km) közelharc-rakéták többnyire infravörös önirányításúak. Az infravörös önirányítás hátránya, hogy hatékonysága függ a légköri viszonyoktól, infracsapdák kilövésével a rakéta eltéríthető céljától, és a Nap irányában korlátozottan alkalmazható. A korszerű rakéták egyre inkább zavar-védettek, infracsapdákkal nehezen terelhetők el.
Az infravörös önirányítást alkalmazó rakéták klasszikus képviselői az amerikai AIM–9 Sidewinder, a francia Matra Magic, illetve a szovjet R–3SZ (NATO-kódja: AA-2 Atoll) és R-73 (NATO-kódja: AA-11 Archer).

#### Elektro-optikai önirányítás
Működési elve lényegében megegyezik az infravörös önirányításéval, azonban a rakéták elektro-optikai érzékelője az infravöröstől eltérő, más hullámhosszúságú tartományban is érzékeli a cél által kibocsátott hullámokat. Előnyös tulajdonsága, hogy alacsony hőkibocsátású célok ellen is hatásosan alkalmazható, valamint kiküszöböli az infravörös zavarást és a Nap eltérítő hatását.
Például az izraeli Python 5 légiharc-rakéta alkalmaz elektro-optikai önirányítást.

## Külső hivatkozások
- Robert Jackson: A világ híres vadászgépei, ISBN 963-7054-15-4